# Limnophila (Limnophila) electa
Limnophila (Limnophila) electa is een tweevleugelige uit de familie steltmuggen (Limoniidae). De soort komt voor in het Australaziatisch gebied.